# Ядвіга Австрійська
Ядвіга Австро-Тосканська, повне ім'я Ядвіга Марія Іммакулата Міхаела Ігнатія, (нім. Hedwig von Österreich-Toskana; 24 вересня 1896 — 1 листопада 1970) — ерцгерцогиня Австрійська, донька Австро-Тосканського ерцгерцога Франца Сальватора та ерцгерцогині Марії Валерії Австрійської, дружина графа Бернхарда Штольберга.

## Життєпис

### Молоді роки
Ядвіга Марія Австрійська народилася 24 вересня 1896 року в Бад Ішлі. Вона була другою донькою та четвертою дитиною Марії Валерії Австрійської та ерцгерцога Франца Сальватора Австро-Тосканського, принца Угорщини, Хорватії та Богемії. Імператриця Єлизавета відвідала Марію Валерію невдовзі після пологів, про що Відень був проінформований у телеграмі. Хрестини новонародженої дівчинки відбулися 27 вересня у великому салоні імператорської вілли. Про це, а також стан матері і дитини повідомляла газета «Das Vaterland». 30 вересня вперше було згадано ім'я дівчинки — Ядвіга. 2 жовтня був опублікований остаточний медичний звіт щодо здоров'я маленької ерцгерцогині.
Вихователькою Ядвіги і її восьми братів і сестер була Ельза Кьолер.
1917 року як весільний подарунок від матері Ядвіга отримала мисливський замок Кюхтай. Марії Валерії він перейшов від батька, який придбав його у 1893 році.
Наступного року вона побралася із графом Штольбергом.

### Шлюб та діти
24 квітня 1918 року відбулося вінчання Ядвіги Марії та Бернхарда Фрідріха, графа цу Штольберг (нім. Bernhard zu Stolberg-Stolberg). Весілля святкували у замку Вальзеє.Нареченій виповнився 21 рік, нареченому — 37. Наступного року народилася їхня перша дочка — Марія Єлизавета. Згодом у неї з'явилося ще восьмеро братів та сестер.
Із чоловіком Ядвіга прожила тридцять чотири роки до його смерті у 1952 році. Сама вона пішла з життя 1 листопада 1970 року, невдовзі після семидесятого дня народження.

## Зображення

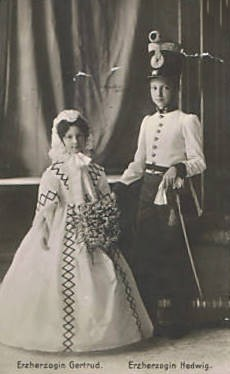
Ядвіга (справа) із сестрою Гертрудою, 1908
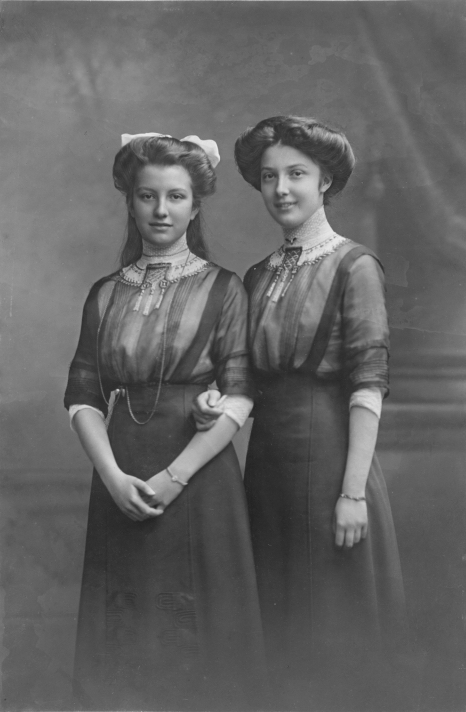
Ядвіга (справа) із сестрою Єлизаветою, 1912

## Родина
Чоловік — Бернхард Штольберг
Діти:
- Марія Єлизавета (нар. 1919) — графиня Штольберг.[6]
- Франц Йозеф (1920—1986) — граф Штольберг, одружений з графинею Єлизаветою Крістіаною Кінскі, мав чотирьох доньок.[7]
- Фрідріх Леопольд (1921—2007) — граф Штольберг, одружений з Луїзою фон Пахманн, мав сімох дітей.[8]
- Бернхард Фрідріх (1922—1955) — граф Штольберг.[9]
- Тереза Марія (1923—1982) — графиня Штольберг, одружена із графом Паулем Вулфом Меттерніхом—Ґрахт, мала трьох синів і двох доньок.[10]
- Карл Франц (1925—2003) — граф Штольберг, був одружений із Едіною Вінкельбауер, а згодом — з Утою Зоммерлате, мав трьох діточок від першого шлюбу.[11]
- Фердінанд Марія (1926—1998) — граф Штольберг, одружений з баронесою Юттою фон Крамм, мав сина і трьох доньок.[12]
- Анна Регіна (1927—2002) — графиня Штольберг, одружена з Жаком П'єром де Спірлє, мала п'ятеро дітей.[13]
- Маґдалена Марія (нар.1930) — графиня Штольберг, одружена з бароном Мартіном фон Кріппом, має п'ятьох дітей.[14]